# Akatsuki no dasso
Akatsuki no dasso (Japans: 暁の脱走) (Nederlands: Ontsnappen bij dageraad) is een Japanse film uit 1950.

## Verhaal
Mikami, een Japanse soldaat die dient in China, is in gevangenschap genomen door de Chinezen. Ondanks dat hij weet te ontsnappen zijn zijn problemen verre van gedaan. Hij keert terug naar zijn eenheid maar wordt daar met minachting behandeld doordat hij in gevangenschap werd genomen. Ondertussen wordt hij verliefd op Harumi, een prostituee. Zij probeert hem uit het leger te halen, maar dat loopt fataal af.

## Rolverdeling
| Acteur            | Personage |
| ----------------- | --------- |
| Ryo Ikebe         | Mikami    |
| Shirley Yamaguchi | Harumi    |
| Eitarô Ozawa      | Adjudant  |
| Hajime Izu        | Oda       |